# Giancarlo Magnavacca
Giancarlo Magnavacca (Lendinara, 9 giugno 1932) è un ex calciatore italiano, di ruolo attaccante.

## Carriera
Cresce calcisticamente nella Pirelli, con cui esordisce in prima squadra, venendo poi acquistato dalla Pro Sesto nella stagione 1952-1953 dove rimane due anni prima di essere ceduto al Milan. Con i rossoneri vince uno scudetto senza tuttavia mai scendere in campo.
L'anno successivo in prestito passa alla Cremonese, con la quale realizza 21 reti in 29 partite in Serie C. Passa quindi all'Atalanta in Serie A, sempre in prestito, in sostituzione del danese Rasmussen, vittima di un grave infortunio.
Con i neroazzurri esordisce nel massimo campionato il 14 ottobre 1956 a Ferrara nella partita Spal-Atalanta (0-0), gioca solo cinque gare perché rimane vittima anch'egli di un infortunio che ne limita il rendimento.
Al termine della stagione viene ceduto alla Fedit Roma prima e nuovamente alla Pro Sesto poi, dove termina la carriera per il persistere di infortuni.